# 펫로스 증후군
펫로스 증후군(pet-loss 症候群, 영어: animal/pet loss)은 개, 고양이 등 각종 반려동물들이 죽거나 교통사고 또는 도난 등을 당하게 하고 있는 시점부터 생겨난 상실감을 계기로 일어나는 각종 질환 및 심신 증세를 말한다. 주요 증세를 살펴보면, 좀 더 잘 돌보지 못하게 되는 죄책임감을 필두로 하여 반려견 및 반려묘 등과 같은 반려동물의 죽음에 대한 부정적인 요소, 다양한 이유를 가진 죽음의 원인들에 대한 분노 조절 장애를 일으키는 경우도 있고 슬픔의 결과까지 초래하게 되는 우울함을 겪는 우울증이다. 이와 같이 펫로스 증후군은 보통 외상 후 스트레스 장애에 속하게 되며, 심할 경우 자살까지 이어질 수도 있다. 그래서 정신적 고통을 겪는 현상과도 관계가 있는 것으로 보고되어 있다.

## 특징
핵가족의 붕괴 이후 1~2인(많게는 3인) 가구가 크게 늘어남에 따라, 외로움을 줄이기 위해 반려동물의 사육이 보편적이어서 펫로스에 그만큼 걸리게 될 가능성도 역시 높기 때문이기에 개의 평균 수명이 12~14년으로 산정된다고 치부하여도, 오래 못 살고 금방 죽게 되면 상실감이 더 커지는 요인이 있고, 정신과 치료를 정기적으로 받게 될 필요성이 높기 때문이다.

## 주요 질환
펫로스 증후군이 일어날 수 있는 각종 질환들은 다음과 같다.
- 주요 우울 장애
- 불면증
- 식사장애
- 위궤양
- 정서적 불안, 무기력함, 피로 그리고 어지럼증 등

이런 형태의 증세는 반려견, 반려묘가 먼저 죽고 난 뒤에 생기는 정신적인 충동을 가지고 있다. 실제로 펫로스 증후군을 성공적으로 극복한 사례는 요리계의 대부인 이연복, 제주도 출신의 가수 진시몬 등이 있다.

## 같이 보기
- 무지개다리
- 동물 안락사